# James M. Cox
James M. Cox, nome completo James Middleton Cox (Jacksonburg, 31 marzo 1870 – Kettering, 15 luglio 1957), è stato un politico statunitense, membro del Partito Democratico e governatore dell'Ohio dal 1913 al 1915 e ancora dal 1917 al 1921.

## Biografia
Cox è stato il candidato del suo partito alle elezioni presidenziali del 1920, ma fu sconfitto dal repubblicano Warren G. Harding.